# Mistrzostwa Świata w Łucznictwie Polowym 2006
20. Mistrzostwa Świata w Łucznictwie Polowym odbyły się w dniach 27 sierpnia–2 września 2006 w Göteborgu w (Szwecja). Zawodniczki i zawodnicy startowali w konkurencji łuków klasycznych, gołych oraz bloczkowych.
Polacy nie startowali.

## Medaliści

### Kobiety
| Konkurencja:     | Złoto:                                                     | Srebro:                                                        | Brąz:                                                          |
| łuk klasyczny    | Dolores Čekada                                             | Sophie Dodemont                                                | Naomi Folkard                                                  |
| łuk goły         | Luciana Pennacchi                                          | Monika Jentges                                                 | Christine Gauthé                                               |
| łuk bloczkowy    | Silke Hottecke                                             | Gladys Willems                                                 | Jamie Van Natta                                                |
| zawody drużynowe | Szwecja · Ingrid Olofsson · Petra Ericsson · Annika Åhlund | Niemcy · Manuela Kaltenmark · Silke Hoettecke · Monika Jentges | Francja · Sophie Dodemont · Francoise Volle · Christine Gauthé |

### Mężczyźni
| Konkurencja:     | Złoto:                                                           | Srebro:                                                         | Brąz:                                                             |
| łuk klasyczny    | Michele Frangilli                                                | Sebastian Rohrberg                                              | Vic Wunderle                                                      |
| łuk goły         | Giuseppe Seimandi                                                | Mathias Larsson                                                 | Sergio Massimo Cassiani                                           |
| łuk bloczkowy    | Morgan Lundin                                                    | Dave Cousins                                                    | John Dudley                                                       |
| zawody drużynowe | Stany Zjednoczone · Dave Cousins · Vic Wunderle · Mark Applegate | Włochy · Michele Frangilli · Antonio Pompeo · Giuseppe Seimandi | Niemcy · Sebastian Rohrberg · Axel Langweige · Karl-Heinz Clauter |

### Juniorki
| Konkurencja:  | Złoto:          | Srebro:          | Brąz:               |
| łuk klasyczny | Malin Wallin    |                  |                     |
| łuk goły      | Petra Krt       | Sara Emanuelsson | Erika Seger         |
| łuk bloczkowy | Malin Johansson | Tanja Zorman     | Anastasia Anastasio |

### Juniorzy
| Konkurencja:     | Złoto:                                                        | Srebro:                                                       | Brąz:                                             |
| łuk klasyczny    | Lars Eggestig                                                 | Robert Landskaug                                              | Juuso Huhtala                                     |
| łuk goły         | Mattia Careggio                                               | Michal Sot                                                    | Urban Jelenc                                      |
| łuk bloczkowy    | Mikkel Norgaard                                               | Mikael Roos                                                   | Christian Hedwall                                 |
| zawody drużynowe | Włochy · Jacobo Bennati · Daniele Raffolini · Mattia Careggio | Szwecja · Lars Eggestig · Christian Hedwall · Andreas Mouwitz | Słowenia · Luka Kern · Matjaz Kern · Urban Jelenc |

## Klasyfikacja medalowa
| Lp. | Państwo           | Złoto | Srebro | Brąz | Razem |
| 1.  | Szwecja           | 5     | 4      | 1    | 10    |
| 2.  | Włochy            | 4     | 1      | 3    | 8     |
| 3.  | Słowenia          | 2     | 0      | 2    | 4     |
| 4.  | Niemcy            | 1     | 3      | 1    | 5     |
| 5.  | Stany Zjednoczone | 1     | 1      | 3    | 5     |
| 6.  | Dania             | 1     | 0      | 0    | 1     |
| 7.  | Francja           | 0     | 1      | 2    | 3     |
| 8.  | Belgia            | 0     | 1      | 0    | 1     |
| 8.  | Chorwacja         | 0     | 1      | 0    | 1     |
| 8.  | Czechy            | 0     | 1      | 0    | 1     |
| 8.  | Norwegia          | 0     | 1      | 0    | 1     |
| 12. | Finlandia         | 0     | 0      | 1    | 1     |
| 12. | Wielka Brytania   | 0     | 0      | 1    | 1     |